# 양흔
양흔(楊欣, ? ~ 278년)은 위(魏)와 서진(西晉)을 섬긴 장수이다.

## 생애

### 위나라의 장수 시절
위나라의 장수로서, 금성(金城)의 태수(太守)였다.
263년, 종회(鐘會)와 등애(鄧艾)가 위의 촉 정벌을 감행하였을 때 사찬(師纂), 견홍(牽弘), 왕기(王頎), 제갈서(諸葛緖) 등과 함께 등애의 부장으로 참전하였다.
촉한(蜀漢)의 장수 강유(姜維)가 답중에서 왕기,견홍을 격파하여 그들을 추격하고 있을 때, 군사를 이끌고 감송 땅의 모든 영채에 불을 질러버렸다. 이에 강유가 양흔에게 덤벼들었으나 양흔은 산길로 강유를 유인해 격파하였다.
등애가 성도에 입성하였을 때는 다른 장수들과 함께 익주의 각 군에 태수로 임명되었다.

### 진나라의 장수 시절
진나라의 시대에는 양주자사(揚州刺史)로 임명이 되어, 돈황을 통치하였던 영호굉(英浩紘)을 격파해 그의 목을 베었다.
그러나 278년, 양주에 바싹 쳐들어간 선비족의 나발등(裸拔等)과 싸웠으나 패하고 전사하였다.

## 《삼국지연의》의 양흔
《삼국지연의》의 양흔은 위의 촉 정벌을 감행하였을 때만 등장하였고, 다른 기록은 없다.